# Åke Grönhagen
Åke Edvard Grönhagen, född 24 januari 1885 i Stockholm, död där 25 december 1974 i Oscars församling, var en svensk militär och idrottsman.

## Karriär
Grönhagen blev underlöjtnant vid fortifikationen 1908, löjtnant 1911, kapten 1918, major 1933 och överstelöjtnant 1937. Han var 1937–1940 chef för Göta ingenjörkår, övergick därefter till reserven och blev 1942 överste. År 1936 utnämndes Grönhagen till adjutant och 1942 till överadjutant hos Gustaf V. Han blev 1940 försvarsassistent vid överståthållarämbetet. År 1941 förordnades Grönhagen till luftskyddschef i Stockholm samt 1944 till civilförsvarschef i Stockholms civilförsvarsområde. Han tog 1943 initiativet till en luftskyddsskola för det allmänna luftskyddets personal i Stockholm.
Grönhagen, som 1911–1912 genomgick Gymnastiska centralinstitutet och 1915-1916 Ridskolan på Strömsholm, var i ungdomen en framstående utövare av militär idrott. Bland annat deltog han i modern femkamp vid Olympiska spelen i Stockholm 1912, där han segrade i fäktning och ridning och nådde fjärdeplacering i hela tävlingen. Vid Baltiska spelen i Malmö 1914 vann han i modern femkamp. Grönhagen var senare ordförande i Svenska fäktförbundet 1932–1936 och 1940–1942 och ledare för de svenska fäktarna vid Olympiska spelen i Paris 1924 och i Berlin 1936.
Åke Grönhagen var son till försäkringsinspektören Jean Gustaf Edvard Grönhagen. Han är begraven på Norra begravningsplatsen utanför Stockholm.